# Vogelschutzwarte Neschwitz

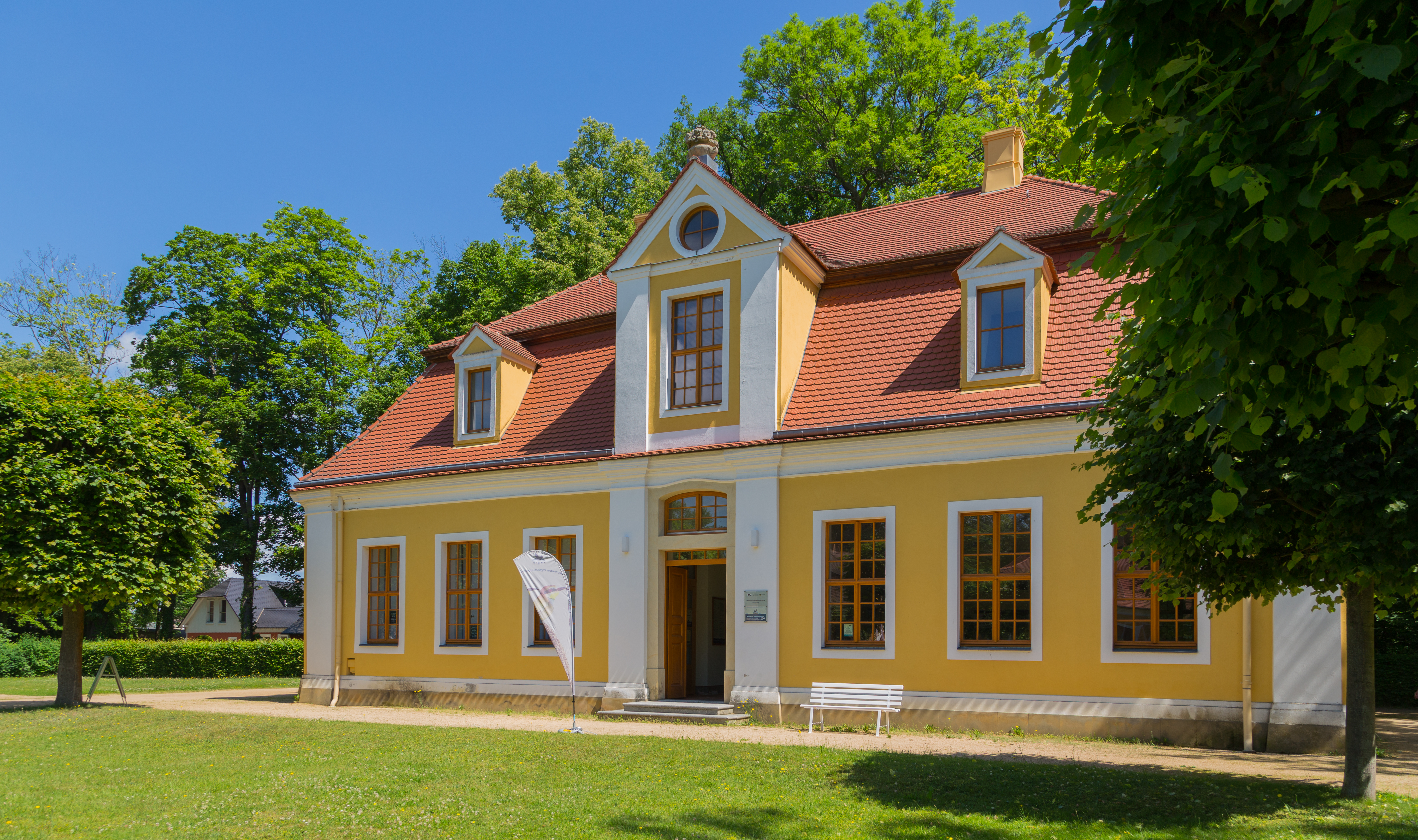
Die Sächsische Vogelschutzwarte Neschwitz hat ihren Sitz im „Herrenpavillon“ des Barockschlosses Neschwitz.

Die Vogelschutzwarte Neschwitz (auch: Sächsische Vogelschutzwarte Neschwitz) ist eine Vogelwarte unter Trägerschaft der Staatlichen Betriebsgesellschaft für Umwelt und Landwirtschaft (BfUL) in der Gemeinde Neschwitz im Landkreis Bautzen in Sachsen.
Ihr Sitz ist der ehemalige „Herrenpavillon“ im Schlosspark des Barockschlosses Neschwitz.

## Geschichte
Der Landesverein Sächsischer Heimatschutz gründete 1930 eine Vogelschutzwarte im Neuen Schloss in Neschwitz. Die Leitung übernahm der Forstmann und Ornithologe  Arnold Freiherr von Vietinghoff-Riesch. Er verfügte als Eigentümer des Schlosses und dem dazugehörigen Park sowie umliegender Ländereien über günstige Voraussetzungen zur Durchführung von praktischen Maßnahmen des Vogelschutzes. Zusammen mit anderen Vogelschutzwarten wurde die Vogelschutzwarte Neschwitz 1936 zur Staatlichen Vogelschutzwarte ernannt.
Das Neue Schloss wurde am Ende des Zweiten Weltkrieges am 20. Mai 1945 durch Brandstiftung bis auf die Grundmauern zerstört. Dabei wurden wertvolle Dokumente der Vogelschutzwarte vernichtet und die Einrichtung geplündert. Vietinghoff-Riesch und seine Familie verließen Neschwitz, da sie im Zuge der Bodenreform enteignet wurden. Ab 1946 übernahm vorübergehend unter anderem eine Vogelschutzwarte in Moritzburg den Vogelschutz in Sachsen.
1953 wurde die sächsische Vogelschutzwarte im Alten Schloss wiedereröffnet. Seine Leitung übernahm Gerhard Creutz, welcher sich bis dahin an der Versuchsanstalt für Gartenbau in Pillnitz mit Themen rund um den Vogelschutz beschäftigt hatte. Unterstützt wurde er zu dieser Zeit von zahlreichen ehrenamtlichen Helfern, die an der Vogelschutzwarte arbeiteten. Am Ende des Jahres 1969 wurde die Vogelschutzwarte Neschwitz geschlossen. Das Gebäude verfiel zunehmend.
1998 wurde der Trägerverein „Sächsische Vogelschutzwarte Neschwitz e.V.“ gegründet, um die Vogelschutzwarte wiedereinzurichten. Im April 1999 begann diese als Sächsische Vogelschutzwarte Neschwitz ihre Arbeit. Die Leitung übernahm Joachim Ulbricht.
2011 ging die Trägerschaft vom Verein Sächsische Vogelschutzwarte Neschwitz e.V. auf die Staatliche Betriebsgesellschaft für Umwelt und Landwirtschaft (BfUL) über. Der bisherige Trägerverein aus Vertretern des Landkreises Bautzen, der Gemeinde Neschwitz, dem Landesverein Sächsischer Heimatschutz e. V., dem Verein Sächsischer Ornithologen e. V., dem Naturschutzbund Deutschland (NABU) – Landesverband Sachsen e. V. sowie mehreren Einzelpersonen wurde in einen Förderverein umgewandelt.

## Aufgaben
Die Vogelschutzwarte betreibt mit Unterstützung zahlreicher ehrenamtlicher Ornithologen das Vogelmonitoring im Freistaat Sachsen, dazu gehören u. a.:
- Internationale Wasservogelzählung
- Monitoring häufiger Brutvogelarten
- Monitoring der Brutvögel in SPA
- Dokumentation der Verbreitung und Häufigkeit von ausgewählter seltener Arten

Der Förderverein Sächsische Vogelschutzwarte Neschwitz e. V. widmet sich mit Unterstützung des Landkreises Bautzen vorrangig der Öffentlichkeitsarbeit, der praktischen Umsetzung von Vogelschutzmaßnahmen und der Kartierung von Vogelvorkommen.